# مربین
مربین (به انگلیسی: Merbein) یک شهرک در استرالیا است که در ویکتوریا (استرالیا) واقع شده‌است.